# ناوشکن کلاس توکر

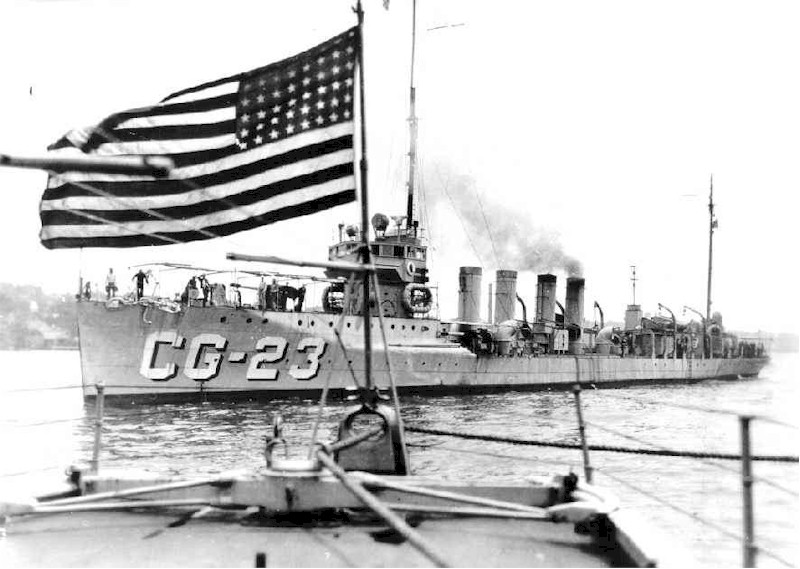
ناوشکن

دیسترویر کلاس توکر (به انگلیسی: Tucker-class destroyer) یک کلاس از کشتی است که طول آن ۳۱۵ فوت ۳ اینچ (۹۶٫۰۹ متر) می‌باشد.